# Calanthe tahitensis
Calanthe tahitensis là một loài thực vật có hoa trong họ Lan. Loài này được Nadeaud mô tả khoa học đầu tiên năm 1873.